# Тетовска сръбска община
Тетовската сръбска община е гражданско-църковно сдружение на сърбоманите патриаршисти в Тетово, Османската империя, съществувало в Османската империя от 70-те години на XIX век до 1913 година, когато е закрита след Междусъюзническата война от новите сръбски власти.

## История
Общината възниква в 1871 - 1872 година, когато със създаването на Българската екзархия по-голямата част от българите в Тетово се отделят от православната община в отделна Тетовска българска община.
Пръв сръбски учител в Тетово е Стойко Якимов от Пакошево, преподавал до средата на 70-те години. В 1867 година в града пристига учителят Агатон от Белград, който обаче не успява да намери нито един ученик. На следната 1868 година се появява учителят Илия Бранкович, който също не се задържа в града.
Гъркоманската община на Вселенската патриаршия с появата на сръбската пропаганда в Тетовско в 1892 година става сърбоманска. Дългогодишен председател на общината е Васа Богоевич.
Към 1900 година в Тетово има 15 сърби, преселени от Призрен, 550 сърбомани и 3335 българи екзархисти. Към 1900 година общината поддържа в Тетово едно класно с първоначално училище, едно първоначално девическо училище, едно смесено първоначално училище с 60 ученици, 30 ученички, 7 учители и 2 учителки. За по-добро разпространение на сърбизма в училищата се взимат по няколко души възрастни ученици от Прищина, Призрен и други сръбски градове.